# Shōzō Fujii
Shōzō Fujii (jap. 藤猪省太, Fujii Shōzō; * 11. Mai 1950 in Higashikagawa) ist ein ehemaliger japanischer Judoka. Er war dreimal Weltmeister im Mittelgewicht und einmal im Halbmittelgewicht.
Shōzō Fujii gewann 1971 das Tournoi de Paris. Bei den Weltmeisterschaften 1971 in Ludwigshafen erreichten in sechs Gewichtsklassen neun Japaner das Finale. Im Mittelgewicht siegte Fujii gegen Yoshinari Shigematsu. Bei den Olympischen Spielen 1972 startete und gewann Shinobu Sekine. Im Jahr darauf bei den Weltmeisterschaften in Lausanne erreichten zehn Japaner einen der sechs Kämpfe um Gold. Fujii gewann seinen zweiten Weltmeistertitel durch einen Sieg über Isamu Sonoda. Bei den Asienmeisterschaften 1974 gewann Fujii zunächst das Finale im Mittelgewicht. Er trat dann auch in der offenen Klasse an und gewann hier gegen seinen Landsmann Sumio Endō, der den Titel im Schwergewicht geholt hatte. 1975 fanden die Weltmeisterschaften in Wien statt, acht Japaner erreichten ein Finale. Im Mittelgewicht siegte Fujii gegen seinen Landsmann Yoshimi Hara. Bei den Olympischen Spielen 1976 siegte Isamu Sonoda, der sich gegen Fujii in der japanischen Olympiaqualifikation durchgesetzt hatte.
Nach Neuordnung der Gewichtsklassen trat Fujii ab 1978 im Halbmittelgewicht an. 1979 siegte er beim vorolympischen Turnier in Moskau. Bei den Weltmeisterschaften 1979 in Paris besiegte er im Finale den Franzosen Bernard Tchoullouyan. 1980, im Jahr des japanischen Olympiaboykotts, endete die Karriere des vierfachen Weltmeisters, der nie bei Olympischen Spielen startete.